# Каланджанус
Каланджанус (итал. Calangianus) — коммуна в Италии, располагается в регионе Сардиния, подчиняется административному центру Сассари.
Население составляет 4 013 (30-6-2019) человека, плотность населения составляет 31,76 чел./км². Занимает площадь 126,35 км². Почтовый индекс — 7023. Телефонный код — 079.
Покровительницей коммуны почитается святая Иуста, мученица из Кальяри. Праздник ежегодно празднуется 14 мая.

## Примечание
1. ↑  Statistiche demografiche ISTAT. demo.istat.it. Дата обращения: 27 ноября 2019. Архивировано из оригинала 24 июля 2019 года.